# Балнеариу-Пиньял
Балнеариу-Пиньял (порт. Balneário Pinhal) — муниципалитет в Бразилии, входит в штат Риу-Гранди-ду-Сул. Составная часть мезорегиона Агломерация Порту-Алегри. Входит в экономико-статистический микрорегион Озориу. Население составляет 10 517 человек на 2007 год. Занимает площадь 113,15км². Плотность населения — 97,2 чел./км².
Праздник города — 22 октября.

## История
Город основан 28 декабря 1995 года.

## Статистика
- Валовой внутренний продукт на 2003 год составляет 48.742.028,00 реалов (данные: Бразильский институт географии и статистики).
- Валовой внутренний продукт на душу населения на 2003 год составляет 5.490,82 реалов (данные: Бразильский институт географии и статистики).
- Индекс развития человеческого потенциала на 2000 год составляет 0,792 (данные: Программа развития ООН).

## География
Климат местности: субтропический.